# 2690 Ristiina
2690 Ristiina este un asteroid din centura principală, descoperit pe 24 februarie 1938 de Yrjö Väisälä.